# Higher Ground (Rasmussen-dal)
A Higher Ground (magyarul: Magasabb szint) Rasmussen dán énekes dala, amellyel Dániát képviselte a 2018-as Eurovíziós Dalfesztiválon, Lisszabonban. A dal a 2018. február 10-én megrendezett dán nemzeti döntőben, a Dansk Melodi Grand Prix-ben nyerte el az indulás jogát, ahol a zsűri és a nézői szavazatok együttese alakította ki a végeredményt.

## Eurovíziós Dalfesztivál
A dalt az Eurovíziós Dalfesztiválon először a május 10-i második elődöntőben adta elő, fellépési sorrendben ötödikként a San Marinót képviselő Jessika és Jenifer Brening Who We Are című dala után és az Oroszországot képviselő Julia Samoylova I Won’t Break című dala előtt. Az elődöntőből az ötödik helyen jutott tovább a május 12-i döntőbe, ahol fellépési sorrendben tizenötödikként lépett fel a Csehországot képviselő Mikolas Josef Lie to Me című dala után és az Ausztráliát képviselő Jessica Mauboy We Got Love című dala előtt. A pontozás során a zsűri szavazáson összesítésben a huszadik helyen végzett 38 ponttal (Magyarországtól maximális pontot kapott), míg a nézői szavazáson az ötödik helyen végzett 188 ponttal (Izlandtól, Magyarországtól és Svédországtól maximális pontot kapott), így összesítésben 226 ponttal a verseny kilencedik helyezettje lett.
A következő dán induló Leonora Love Is Forever című dala volt a 2019-es Eurovíziós Dalfesztiválon.

## Külső hivatkozások
- Dalszöveg
- A dal előadása a dán nemzeti döntőben. YouTube-videó, Eurovision Song Contest, 2018. február 21.
- A dal előadása a dalfesztivál második elődöntőjében. YouTube-videó, Eurovision Song Contest, 2018. május 10.
- A dal előadása a dalfesztivál döntőjében. YouTube-videó, Eurovision Song Contest, 2018. május 12.